# Tjeckoslovakien i olympiska vinterspelen 1988
Tjeckoslovakien deltog med 59 deltagare vid de olympiska vinterspelen 1988 i Calgary. Totalt vann de en silvermedalj och två bronsmedaljer.

## Medaljer

### Silver
- Pavel Ploc - Backhoppning, normal backe.

### Brons
- Radim Nyč, Václav Korunka, Pavel Benc och Ladislav Švanda - Längdskidåkning, 4 x 10 kilometer stafett.
- Jiří Malec - Backhoppning, normal backe.